# Sjeverna Koreja na Olimpijskim igrama 2016.
Sjeverna Koreja je nastupila na Ljetnim olimpijskim igrama u Brazilu 2016. godine.

## Atletika
Jedan sjevernokorejski atletičar se kvalificirao za OI 2016.
- Maraton (M): 1 mjesto

## Streljaštvo
- 25 m pištolj (Ž): 1 mjesto (Jo Yong-suk)[2]